# 헨리 헤르스코비치
헨리 헤르스코비치(1927년 2월 12일 ~ 2022년 3월 12일)는 이스라엘의 사격 선수였다.  그는 1968년과 1972년에 열린 하계 올림픽에 나갔다.  그는 또한 1966년, 1970년과 1974년에 열린 아시안 게임과 1965년과 1969년에 열린 마카비아 경기 대회에도 나가기도 했다.

## 생애
루마니아 부쿠레슈티에서 자신들의 고객들 중에 로므니아가를 포함했던 유대인 시계 제조인 가족에게 태어났다.
그는 자신이 사격 경기를 위하여 자신의 열정을 개발한 루마니아 육군에서 장교로 복무하였다.  하지만 루마니아에서 반유대주의가 국제적으로 나가는 데 그의 기회들을 제한시키자 1965년 그는 이스라엘로 이주하여 이스라엘 사격 국가태표 팀을 위하여 나가기 시작하였다.
1971년 그는 텔아비브에서 자신의 시계 상점을 열어 90대까지 지속적으로 일하였다.
그의 아내 사디 헤르스코비치는 1984년 로스앤젤레스 올림픽과 1988년 서울 올림픽에서 심판을 맡았던 국제 경기 체조 심판이었다.
2022년 3월 12일 페타티크바에서 95세의 나이로 사망하였다. 유족으로 2명의 딸과 4명의 손자, 손녀가 있다.

## 경력

### 마카비아 경기 대회
이스라엘을 위하여 헤르스코비치의 첫 국제 출연은 1965년의 마카비아 경기 대회로 30m 복위 자세와 50m 스탠더드 소총 3자세에서 동메달을 획득하였다.  그는 또한 4년 후의 대회에도 참가하여 3자세 종목에서 금메달을 획득하였다.

### 아시아 경연 대회들
방콕에서 열린 1966년 아시안 게임에서 그는 50m 소총복사 단체전과 10m 공기 소총 종목들 둘다에서 4위를 달성하였다.  1967년 도쿄에서 열린 아시아 선수권 대회에서 그는 50m 복위 자세에서 또한 5위로 왔던 동안 50m 소총 3자세와 50m 스탠더드 소총 3자세에서 각각 금메달과 은메달을 획득하였다.  1970년 아시안 게임에서 그는 10m 공기 소총에서 은메달을 따고 50m 스탠더드 소총 3자세에서 4위에 도달하였다.  그의 최종적 주요 국제 출연은 테헤란에서 열린 1974년 아시안 게임으로 50m 소총 종목에서 5위를 달성하였다.

### 올림픽 경기
그는 1968년 멕시코시티 올림픽에서 50m 소총 종목들에 이스라엘을 대표하여 50m 3자세와 복위 자세 종목들에서 각각 41위와 45위를 하였다.  4년 후, 1972년 뮌헨 올림픽에서 그는 50m 3자세와 복위 자세 종목들에서 각각 46위와 23위를 하였다.
헤르스코비치는 1972년 올림픽 개막식에서 이스라엘 선수단의 기수였다.  그는 팔레스타인의 테러리스트 단체 검은 9월단에 의한 뮌헨 올림픽 참사를 생존하여 올림픽 선수촌에서 일어나 숨어 있었다는 것을 경고를 받아 결국적으로 다른 동료 선수들과 발코니로부터 뛰어내려 달아날 수 있었다.